# بني متاع (السحتريين)
بني متاع هو دُوَّار يقع بجماعة السحتريين، إقليم تطوان، جهة طنجة تطوان الحسيمة في المملكة المغربية. ينتمي الدوّار لمشيخة السحتريين التي تضم 22 دوار. يقدر عدد سكانه بـ 320 نسمة حسب الإحصاء الرسمي للسكان والسكنى لسنة 2004.

## روابط خارجية
- البوابة الوطنية للجماعات الترابية نسخة محفوظة 12 مارس 2018 على موقع واي باك مشين.
- المندوبية السامية للتخطيط